# Sistema de control

Diagrama de blocs d'un controlador PID

Un sistema de control és un dispositiu o conjunt de dispositius que serveixen per dirigir, comandar o regular el comportament d'altres dispositius o sistemes. Els sistemes de control industrial es fan servir en l'àmbit de la producció industrial, i els sistemes de control més moderns en enginyeria –que automatitzen processos sobre la base de molts paràmetres– reben el nom de controladors d'automatització programables.
Hi ha dues classes comunes de sistemes de control, amb moltes variacions i combinacions controls lògics o seqüencials, i controls de realimentació o lineals. També existeix la lògica difusa, la qual intenta combinar la simplicitat de disseny de la lògica amb la utilitat del control lineal. Alguns sistemes o dispositius són inherentment no controlables.
El terme "sistema de control" es pot aplicar als controladors essencialment manuals que permeten a un operador humà, per exemple, obrir i tancar una premsa hidràulica. Un sistema de control seqüencial automàtic pot activar una sèrie d'actuadors mecànics en la seqüència correcta per dur a terme una tasca.
En el cas de sistemes lineals amb realimentació, es disposa d'un llaç de realimentació (o llaç de retroacció) que inclou sensors, algorismes de control i actuadors, de tal manera que s'intenta regular una variable per tal d'assolir una consigna o valor de referència. Un exemple d'això seria proveir de més material de combustió una caldera quan la temperatura baixa. Els controladors PID són uns controladors comuns i efectius que es fan servir en casos com aquest. Els sistemes de control que inclouen sensors per millorar els resultats fan servir la realimentació de tal manera que poden adaptar-se a les circumstàncies específiques del moment. Els sistemes de control en llaç obert no fan servir realimentació, per la qual cosa funcionen tan sols de manera predeterminada.

## Control lògic

Un sistema de control bàsic amb realimentació

Els sistemes de control lògic per maquinària industrial i comercial van ser implementats històricament a voltatge domèstic fent servir relés interconnectats dissenyats fent servir llenguatge Ladder. La majoria d'aquests sistemes estan construïts amb controladors lògics programables (PLCs) o microcontroladors. La notació de la lògica Ladder encara està en ús com a llenguatge de programació per PLCs.
Els controladors lògics poden respondre a interruptors, sensors de llum, sensors de pressió, etc. i poden fer que la maquinària comenci o acabi les seves operacions. Els sistemes lògics es fan servir per seqüenciar operacions mecàniques en multitud d'aplicacions. Alguns exemples de control lògic són els ascensors, les rentadores i d'altres sistemes amb operacions interrelacionades de "començar-acabar" (stop-go).
Els sistemes lògics són força fàcils de dissenyar i poden governar operacions molt complexes. Alguns aspectes d'aquest disseny fan servir els coneixements de la lògica booleana.

## Control d'activació/desactivació
Un exemple de control d'activació/desactivació seria el termòstat, que és un sistema de control simple de realimentació negativa: quan la temperatura (la variable de procés) baixa per sota la consigna, el calefactor s'activa. Un altre exemple seria un interruptor de pressió d'un compressor d'aire: quan la pressió (variable de procés) baixa per sota la consigna, la bomba s'activa. Els refrigeradors i bombes de buit tenen mecanismes similars que operen a la inversa, però igualment tenen una realimentació negativa que els permet corregir els errors.
Els sistemes de control amb realimentació simples d'activació/desactivació com els mencionats a sobre són barats i efectius. En la majoria d'aplicacions d'aquest tipus de sistemes, tanmateix, cal tenir en compte costos addicionals tals com les vàlvules de control o els costos d'engegada (ja que cal energia cada cop que la variable de procés baixa). És per això que els sistemes d'activació/desactivació, a la pràctica, es dissenyen de tal manera que inclouen histèresi, sovint en la forma de deadband, que és la regió al voltant del valor de la consigna en la qual no ocorre mai cap acció de control. L'amplada de la deadband pot ser ajustable o programable.

## Composició bàsica
El sistema de control es compon del sistema a controlar, el control i d'altres elements com sensors (si és realimentat) i actuadors. Com a entrada té la consigna, és a dir, allò que ha de fer el sistema un cop controlat en la sortida. Generalment, doncs, la composició bàsica d'un sistema de control és la següent:
1. Senyal de corrent d'entrada: estímul aplicat des d'una font d'energia externa per tal que el sistema produeixi una resposta específica.
2. Senyal de corrent de sortida: resposta obtinguda que pot o no relacionar-se amb la resposta que implicava l'entrada.
3. Variable manipulada: element al qual se li modifica la magnitud per aconseguir la resposta desitjada; és a dir, es manipula l'entrada del procés.
4. Variable de procés o variable controlada: És l'element que es desitja controlar.
5. Conversió: mitjançant receptors es generen les variacions o canvis sobre la variable.
6. Variacions Externes: factors que influeixen a l'acció de produir un canvi d'ordre correctiu.
7. Font d'energia: lliura l'energia necessària per generar qualsevol tipus d'activitat dins del sistema.
8. Realimentació: característica dels sistemes de control de llaç tancat. Es tracta d'una relació seqüencial de causes i efectes entre les variables del sistema. Depenent de l'acció correctiva que prengui el sistema, aquest pot donar suport o no a una decisió, quan en el sistema es produeix un retorn es diu que hi ha una realimentació negativa; si el sistema dona suport a la decisió inicial es diu que hi ha una realimentació positiva.
9. Variables de fase: variables que resulten de la transformació del sistema original a la forma canònica controlable. D'aquí s'obté també la matriu de controlabilitat, el rang de la qual ha d'ésser d'ordre complet per controlar el sistema.

## Sistema de control de llaç obert
Un sistema de control de llaç obert (o open-loop, en anglès) és aquell en el qual només actua el procés damunt el senyal d'entrada, i dona com a resultat un senyal de sortida independent del senyal d'entrada, però basat en ell. Això significa que no hi ha realimentació cap al controlador per tal que aquest pugui ajustar l'acció de control (tal com passa en el sistema de control de llaç tancat). És a dir, el senyal de sortida no es converteix en senyal d'entrada pel controlador. Un exemple seria l'emplenat d'un dipòsit fent servir una mànega: mentre la clau segueix oberta, l'aigua flueix; l'alçada de l'aigua en el dipòsit no pot fer que la clau es tanqui i, per tant, el sistema no serveix per un procés que necessita un control de contingut de líquid del dipòsit.
Els sistemes de control en llaç obert tenen les següents característiques:
- Són senzills i de fàcil concepte.
- Res assegura la seva estabilitat davant una pertorbació.
- La sortida no es compara amb l'entrada.
- La precisió depèn del calibratge previ del sistema.

## Sistema de control de llaç tancat
Un sistema de control en llaç tancat (o closed-loop, en anglès) és aquell en el qual l'acció de control està en funció del senyal de sortida. Els sistemes de circuit tancat fan servir la realimentació des del resultat final per ajustar l'acció de control en conseqüència. El control en llaç tancat és imprescindible quan es dona alguna de les següents circumstàncies: 
- Quan un procés no és possible de regular per l'home.
- Per una producció a gran escala que exigeix grans instal·lacions que l'home no és capaç de manejar.
- Per vigilar un procés que és especialment dur en alguns casos i requereix una atenció que l'home pot perdre fàcilment per l'esgotament o el descuit, amb els consegüents riscos que això pot ocasionar al treballador i al procés.

Un exemple de sistema de control de llaç tancat seria un regulador de nivell de gran sensibilitat d'un dipòsit de gas. El moviment de la boia segons el nivell de fluid produeix més o menys obstrucció del raig de sortida d'aire o gas a baixa pressió, la qual cosa es tradueix en canvis de pressió que afecten a la membrana de la vàlvula de pas, fent que s'obri més com més a prop es trobi del nivell màxim i, per tant, deixi sortir-ne més.
Les característiques d'un sistema de control en llaç tancat són les següents:
- Són complexos i fan servir més quantitat de paràmetres que els sistemes en llaç obert.
- La sortida es compara amb l'entrada i resulta afectada pel control del sistema.
- Tenen realimentació.
- Són més estables davant pertorbacions i variacions internes.